# 克纳博伊语
克纳博伊语（Kĕnaboi）是马来西亚森美兰一种已灭绝的未分类语言，可能是孤立语言或属于南亚语系亚斯里语支。它似乎有2种方言，有一份约250个词的词表，采集于1870–90年。

## 背景
在沃尔特·威廉·斯基特和查尔斯·奥托·布莱格登1906年的著作《马来半岛的蒲甘种族》中，首次出现了三份单词表，其中两份由前马六甲政府官员D.F.A. Hervey收集。没有这些词表收集日期的任何信息，可能是在1870-90年代。
Hervey在马六甲亚罗牙也县收集了来自森美兰南部内陆山区林茂县Gunung Dato'的母语者的克纳博伊语词汇:497–498。基于民族地名学，克纳博伊语可能发源自森美兰北部的日叻务县克纳博伊河谷(Hajek 1998)。今日森美兰的半島原住民主要说德姆安语。

## 系属分类
John Hajek (1998)认为克纳博伊语是亚斯里语支语言和南岛语系语言的混合，1方言的南亚语系词汇占比比2方言高。1方言也有着最多的未知来源词汇，如“白”mambu和“水”par。Hajek (1998)推测1方言的词汇偏离可能是因为它属于禁忌语，而2方言则是普通的非禁忌语。1方言的216个词汇中47%是南亚语系，27%是南岛语系，26%无法分类。
Hammarström等指出，Glottolog中克纳博伊语最好被当成孤立语言，而没有任何“禁忌术语”之类变体。Skeat和Blagden (1906)认为克纳博伊语是与南亚语系和南岛语系都无关的孤立语言。
Skeat & Blagden (1906)记载的邻近乌鲁雪兰莪县Rasa的另一种已灭绝语言Rasa语也有许多来源不明的词汇(Phillips 2012: 257-258)。

## 阅读更多
- Benjamin, Geoffrey. 2006. Hervey's 'Kenaboi': lost Malayan Language or forest-collecting Taboo Jargon?. Singapore.
- Hajek, John. 1996. The Mystery of the Kenaboi: A First Report. Royal Institute of Linguistics and Anthropology. (International workshop on South-East Asian studies; No. 11. (The study of) endangered languages and literatures of South-East Asia).